# Gymnoscirtus unguiculatus
Gymnoscirtus unguiculatus är en insektsart som först beskrevs av Karsch 1888.  Gymnoscirtus unguiculatus ingår i släktet Gymnoscirtus och familjen vårtbitare. Inga underarter finns listade i Catalogue of Life.